# Retombées de sombrero
Retombées de sombrero est le septième roman de Richard Brautigan. Il fut terminé d'écrire en 1975 et publié en 1976.

## Résumé
Retombées de sombrero suit deux histoires distinctes. La première tourne autour d'un humoriste franciscanais, qui fait face à sa récente séparation d'avec Yukiko. L'histoire alterne entre le point de vue de l'auteur, tournant en rond dans son appartement et dans des pensées obsédantes prêtant à son ancienne compagne une nouvelle aventure, et le point de vue de Yukiko, bien loin de celui fantasmé par l'auteur. En parallèle, une histoire de sombrero atterrissant au milieu d'une rue de San Francisco, que l'humoriste a mis à la poubelle, prend vie. Ce roman dans le roman constitue la deuxième histoire de Retombées de Sombrero, qui finira par s'imbriquer avec la première.

## Analyse
Il s'agit du troisième roman de Richard Brautigan à parodier un genre littéraire. Le titre de sa version originale est sous-titré « A Japanese Novel » (« Un roman japonais »).
L'écrivain Norman Mailer fait une apparition dans le roman.
Le roman est dédié à Junichiro Tanizaki, qui a écrit Journal d'un vieux fou.

## Traduction
La version française a été traduite par Robert Pépin et publiée pour la première fois en 1980.